# Li Gun-sang
Li Gun-sang (koreanisch 이건상; * 5. Februar 1966 in Pjöngjang) ist ein ehemaliger nordkoreanischer Tischtennisspieler. Er nahm zweimal an den Olympischen Spielen teil.

## Karriere
Li Gun-sang war Abwehrspieler.
In seiner aktiven Karriere konnte Li eine Vielzahl von Titel gewinnen. So konnte er mit der Mannschaft 1990 und 1991 die Bronzemedaille beim World Team Cup gewinnen. Dreimal (1987, 1989 und 1993) holte er bei Weltmeisterschaften ebenfalls mit der Mannschaft Bronze.
Li Gun-sang vertrat sein Land 1992 und 1996 bei den Olympischen Spielen, kam dort aber nie in die Nähe von Medaillenrängen.

## Turnierergebnisse
| Verband | Veranstaltung     | Jahr | Ort          | Land | Einzel        | Doppel    | Mixed     | Team          |
| ------- | ----------------- | ---- | ------------ | ---- | ------------- | --------- | --------- | ------------- |
| PRK     | Weltmeisterschaft | 1993 | Göteborg     | SWE  | letzte 16     |           |           | 3             |
| PRK     | Weltmeisterschaft | 1991 | Chiba        | JPN  | letzte 32     |           |           | Viertelfinale |
| PRK     | Weltmeisterschaft | 1989 | Dortmund     | GER  | letzte 32     |           | letzte 64 | 3             |
| PRK     | Weltmeisterschaft | 1987 | Neu-Delhi    | IND  |               |           |           | 3             |
| PRK     | Weltmeisterschaft | 1985 | Göteborg     | SWE  | letzte 64     | letzte 32 |           |               |
| PRK     | Weltmeisterschaft | 1983 | Tokio        | JPN  | letzte 128    |           |           |               |
| PRK     | Olympische Spiele | 1996 | Atlanta      | USA  | Qual.         | Qual.     |           |               |
| PRK     | Olympische Spiele | 1992 | Barcelona    | ESP  | letzte 16     | Qual.     |           |               |
| PRK     | Pro Tour          | 1998 | Stockholm    | SWE  | Viertelfinale |           |           |               |
| PRK     | Pro Tour          | 1999 | Tokio        | JPN  | letzte 32     |           |           |               |
| PRK     | World Cup         | 1991 | Kuala Lumpur | MAS  | letzte 16     |           |           |               |
| PRK     | World Cup         | 1990 | Chiba        | JPN  | letzte 16     |           |           |               |
| PRK     | World Team Cup    | 1991 | Barcelona    | ESP  |               |           |           | 3             |
| PRK     | World Team Cup    | 1990 | Hokkaido     | JPN  |               |           |           | 3             |